# The Book of Mormon (muzikál)
The Book of Mormon je satirický muzikál autorů Treye Parkera, Roberta Lopeze a Matta Stona. Parker a Stone jsou známí především jako autoři animovaného seriálu Městečko South Park. Lopez je spoluautor muzikálu Avenue Q, později se podílel i na hudbě a slovech k animovanému filmu Ledové Království. Muzikál sleduje příběh dvou mormonských misionářů, kteří se snaží šířit svou víru v odlehlé vesnici v Ugandě. Narážejí na nezájem místních obyvatel, kteří musí řešit naléhavější problémy, jako AIDS, hladomor a útlak ze strany místních ozbrojenců.
Muzikál měl premiéru na Broadwayi v březnu 2011, od roku 2013 se hraje také v Londýnském West Endu.